# Davis Cup 2021 – finále
Finále Davis Cupu 2021 představovalo nejvyšší úroveň Davis Cupu – elitní osmnáctičlennou skupinu, z níž vzešel celkový vítěz 108. ročníku soutěže. Dějištěm se staly kryté dvorce s tvrdým povrchem v Innsbrucku, Madridu a Turíně. Závěrečný turnaj se konal mezi 25. listopadem až 5. prosincem 2021.
Finále mělo být původně odehráno v rámci Davis Cupu 2020 mezi 23. až 29. listopadem 2020. Mezinárodní tenisová federace (ITF) však  26. června 2020 oznámila, že v důsledku pandemie covidu-19 se ročník dohraje až v roce 2021 a další program v kalendářním roce 2020 zrušila. Na počátku nové sezóny, 18. ledna 2021, ITF informovala o rozšíření finále do jedenácti dnů na přelom listopadu a prosince. Ve zprávě z 12. dubna 2021 pak ITF uvedla, že se vedle Madridu turnaj odehraje také v olympijských městech Innsbrucku a Turíně. Mezistátní zápasy probíhaly v jediném dni, v podobě dvou dvouher a závěrečné čtyřhry. Utkání se hrála na dvě vítězné sady, které mohl uzavřít závěrečný tiebreak.
Obhájcem titulu byl šestinásobný vítěz Španělsko, který skončil v základní skupině. Vítězem se stalo Rusko hrající pod neutrálním statusem Ruské tenisové federace. Ve finálovém utkání porazilo Chorvatsko 2–0 na zápasy. Závěrečná čtyřhra se za rozhodnutého stavu neuskutečnila. Rusové získali třetí titul, když navázali na triumfy z let 2002 a 2006. Ruské dvouhry odehráli členové první světové pětky, druhý v pořadí Daniil Medveděv a pátý muž žebříčku Andrej Rubljov, jenž byl vyhlášen nejužitečnějším hráčem turnaje se singlovou i deblovou bilanci 6–1. Po listopadovém triumfu Ruské tenisové federace v Billie Jean King Cupu 2021 se Rusko stalo čtvrtou zemí v historii, která ovládla obě týmové soutěže v jediném kalendářním roce. Navázalo tak na Spojené státy, Austrálii a Česko.

## Účastníci
Finále se účastnilo 18 týmů.
- 4 semifinalisté finále 2019 (Kanada, Rusko, Španělsko, Velká Británie)
- 2 týmy na divokou kartu (Francie, Srbsko)[9]
- 12 vítězů kvalifikačního kola hraného v březnu 2020

| Účastníci | Účastníci     | Účastníci | Účastníci | Účastníci  | Účastníci      |
| Austrálie | Česko         | Ekvádor   | Francie   | Chorvatsko | Itálie         |
| Kanada    | Kazachstán    | Kolumbie  | Maďarsko  | Německo    | Rakousko       |
| RTF       | Spojené státy | Srbsko    | Španělsko | Švédsko    | Velká Británie |
| --------- | ------------- | --------- | --------- | ---------- | -------------- |

### Ruská účast
Ruští tenisté hráli po vyloučení Ruska z velkých sportovních akcí v důsledku aféry státem řízeného dopingu pod neutrálním statusem, oficiálně pod hlavičkou Ruské tenisové federace bez užití ruské vlajky, hymny a názvu Ruská federace. Původně čtyřletý zákaz vydala Světová antidopingová agentura. Po odvolání Ruska zkrátila Mezinárodní sportovní arbitráž tento zákaz v prosinci 2020 na dva roky.

### Nasazení
Nasazení bylo vytvořeno na základě žebříčku ITF z 9. března 2020.
1. Španělsko (základní skupina)
2. Kanada (základní skupina)
3. Francie (základní skupina)
4. Chorvatsko (finále)
5. Spojené státy (základní skupina)
6. Srbsko (semifinále)
7. Německo (semifinále)
8. Itálie (čtvrtfinále)
9. Velká Británie (čtvrtfinále)
10. Austrálie (základní skupina)
11. Kazachstán (čtvrtfinále)
12. RTF (vítěz)
13. Švédsko (čtvrtfinále)
14. Rakousko (základní skupina)
15. Česko (základní skupina)
16. Kolumbie (základní skupina)
17. Maďarsko (základní skupina)
18. Ekvádor (základní skupina)

## Soupisky týmů
| Soupisky týmů | Soupisky týmů       | Soupisky týmů       | Soupisky týmů        | Soupisky týmů        | Soupisky týmů      | Soupisky týmů      | Soupisky týmů         | Soupisky týmů         | Soupisky týmů     | Soupisky týmů     | Soupisky týmů      | Soupisky týmů |
| Tým | jednička týmu       | jednička týmu       | dvojka týmu          | dvojka týmu          | trojka týmu        | trojka týmu        | čtyřka týmu           | čtyřka týmu           | pětka týmu        | pětka týmu        | kapitán            |               |
| --- | ------------------- | ------------------- | -------------------- | -------------------- | ------------------ | ------------------ | --------------------- | --------------------- | ----------------- | ----------------- | ------------------ | ------------- |
| Austrálie | Alex de Minaur      | Alex de Minaur      | Alexei Popyrin       | Alexei Popyrin       | John Millman       | John Millman       | Alex Bolt             | Alex Bolt             | John Peers        | John Peers        | Lleyton Hewitt     |               |
| Austrálie | 34.                 | 133.                | 61.                  | 336.                 | 72.                | 197.               | 135.                  | 743.                  | —                 | 13.               | Lleyton Hewitt     |               |
| Česko | Jiří Veselý         | Jiří Veselý         | Jiří Lehečka         | Jiří Lehečka         | Zdeněk Kolář       | Zdeněk Kolář       | Tomáš Macháč          | Tomáš Macháč          | —                 | —                 | Jaroslav Navrátil  |               |
| Česko | 82.                 | 334.                | 138.                 | 232.                 | 140.               | 120.               | 143.                  | 472.                  | —                 | —                 | Jaroslav Navrátil  |               |
| Ekvádor | Emilio Gómez        | Emilio Gómez        | Roberto Quiroz       | Roberto Quiroz       | Diego Hidalgo      | Diego Hidalgo      | Cayetano March        | Cayetano March        | Gonzalo Escobar   | Gonzalo Escobar   | Raúl Viver         |               |
| Ekvádor | 149.                | 363.                | 291.                 | 182.                 | 581.               | 166.               | 701.                  | 552.                  | 823.              | 39.               | Raúl Viver         |               |
| Francie | Arthur Rinderknech  | Arthur Rinderknech  | Adrian Mannarino     | Adrian Mannarino     | Richard Gasquet    | Richard Gasquet    | Pierre-Hugues Herbert | Pierre-Hugues Herbert | Nicolas Mahut     | Nicolas Mahut     | Sébastien Grosjean |               |
| Francie | 58.                 | 131.                | 71.                  | 162.                 | 86.                | —                  | 110.                  | 8.                    | 400.              | 5.                | Sébastien Grosjean |               |
| Chorvatsko | Marin Čilić         | Marin Čilić         | Nino Serdarušić      | Nino Serdarušić      | Borna Gojo         | Borna Gojo         | Mate Pavić            | Mate Pavić            | Nikola Mektić     | Nikola Mektić     | Vedran Martić      |               |
| Chorvatsko | 30.                 | 419.                | 242.                 | 233.                 | 279.               | 449.               | —                     | 1.                    | —                 | 2.                | Vedran Martić      |               |
| Itálie | Jannik Sinner       | Jannik Sinner       | Lorenzo Sonego       | Lorenzo Sonego       | Fabio Fognini      | Fabio Fognini      | Lorenzo Musetti       | Lorenzo Musetti       | Simone Bolelli    | Simone Bolelli    | Filippo Volandri   |               |
| Itálie | 10.                 | 130.                | 27.                  | 139.                 | 37.                | 107.               | 59.                   | 366.                  | 885.              | 25.               | Filippo Volandri   |               |
| Kanada | Vasek Pospisil      | Vasek Pospisil      | Brayden Schnur       | Brayden Schnur       | Steven Diez        | Steven Diez        | Peter Polansky        | Peter Polansky        | —                 | —                 | Frank Dancevic     |               |
| Kanada | 133.                | 154.                | 234.                 | 280.                 | 264.               | 548.               | 277.                  | 159.                  | —                 | —                 | Frank Dancevic     |               |
| Kazachstán | Alexandr Bublik     | Alexandr Bublik     | Dmitrij Popko        | Dmitrij Popko        | Michail Kukuškin   | Michail Kukuškin   | Oleksandr Nedověsov   | Oleksandr Nedověsov   | Andrej Golubjev   | Andrej Golubjev   | Jurij Ščukin       |               |
| Kazachstán | 36.                 | 48.                 | 178.                 | 444.                 | 183.               | 128.               | 534.                  | 72.                   | 937.              | 28.               | Jurij Ščukin       |               |
| Kolumbie | Daniel Elahi Galán  | Daniel Elahi Galán  | Nicolás Mejía        | Nicolás Mejía        | Cristian Rodríguez | Cristian Rodríguez | Juan Sebastián Cabal  | Juan Sebastián Cabal  | Robert Farah      | Robert Farah      | Alejandro Falla    |               |
| Kolumbie | 111.                | 577.                | 275.                 | 415.                 | 442.               | 214.               | —                     | 10.                   | —                 | 10.               | Alejandro Falla    |               |
| Maďarsko | Márton Fucsovics    | Márton Fucsovics    | Attila Balázs        | Attila Balázs        | Zsombor Piros      | Zsombor Piros      | Fábián Marozsán       | Fábián Marozsán       | Péter Nagy        | Péter Nagy        | Gábor Köves        |               |
| Maďarsko | 40.                 | 311.                | 131.                 | 900.                 | 282.               | 1432.              | 359.                  | 566.                  | 765.              | 508.              | Gábor Köves        |               |
| Německo | Jan-Lennard Struff  | Jan-Lennard Struff  | Dominik Koepfer      | Dominik Koepfer      | Peter Gojowczyk    | Peter Gojowczyk    | Kevin Krawietz        | Kevin Krawietz        | Tim Pütz          | Tim Pütz          | Michael Kohlmann   |               |
| Německo | 51.                 | 68.                 | 54.                  | 105.                 | 85.                | 525.               | 852.                  | 14.                   | 1196.             | 18.               | Michael Kohlmann   |               |
| Rakousko | Dennis Novak        | Dennis Novak        | Jurij Rodionov       | Jurij Rodionov       | Gerald Melzer      | Gerald Melzer      | Oliver Marach         | Oliver Marach         | Philipp Oswald    | Philipp Oswald    | Stefan Koubek      |               |
| Rakousko | 118.                | 731.                | 139.                 | 408.                 | 287.               | 476.               | —                     | 45.                   | —                 | 52.               | Stefan Koubek      |               |
| RTF | Daniil Medveděv     | Daniil Medveděv     | Andrej Rubljov       | Andrej Rubljov       | Aslan Karacev      | Aslan Karacev      | Karen Chačanov        | Karen Chačanov        | Jevgenij Donskoj  | Jevgenij Donskoj  | Šamil Tarpiščev    |               |
| RTF | 2.                  | 275.                | 5.                   | 74.                  | 18.                | 90.                | 29.                   | 168.                  | 173.              | 646.              | Šamil Tarpiščev    |               |
| Spojené státy | John Isner          | John Isner          | Reilly Opelka        | Reilly Opelka        | Frances Tiafoe     | Frances Tiafoe     | Jack Sock             | Jack Sock             | Rajeev Ram        | Rajeev Ram        | Mardy Fish         |               |
| Spojené státy | 24.                 | 203.                | 26.                  | 146.                 | 38.                | 161.               | 147.                  | 150.                  | —                 | 4.                | Mardy Fish         |               |
| Srbsko | Novak Djoković      | Novak Djoković      | Dušan Lajović        | Dušan Lajović        | Filip Krajinović   | Filip Krajinović   | Miomir Kecmanović     | Miomir Kecmanović     | Nikola Ćaćić      | Nikola Ćaćić      | Viktor Troicki     |               |
| Srbsko | 1.                  | 251.                | 33.                  | 205.                 | 42.                | 290.               | 68.                   | 274.                  | 1540.             | 36.               | Viktor Troicki     |               |
| Španělsko | Pablo Carreño Busta | Pablo Carreño Busta | Albert Ramos-Viñolas | Albert Ramos-Viñolas | Pedro Martínez     | Pedro Martínez     | Feliciano López       | Feliciano López       | Marcel Granollers | Marcel Granollers | Sergi Bruguera     |               |
| Španělsko | 20.                 | 196.                | 45.                  | —                    | 60.                | 88.                | 106.                  | 125.                  | 312.              | 7.                | Sergi Bruguera     |               |
| Švédsko | Mikael Ymer         | Mikael Ymer         | Elias Ymer           | Elias Ymer           | Jonathan Mridha    | Jonathan Mridha    | André Göransson       | André Göransson       | Robert Lindstedt  | Robert Lindstedt  | Robin Söderling    |               |
| Švédsko | 93.                 | 1449.               | 171.                 | 391.                 | 511.               | 822.               | —                     | 64.                   | —                 | 184.              | Robin Söderling    |               |
| Velká Británie | Cameron Norrie      | Cameron Norrie      | Daniel Evans         | Daniel Evans         | Liam Broady        | Liam Broady        | Joe Salisbury         | Joe Salisbury         | Neal Skupski      | Neal Skupski      | Leon Smith         |               |
| Velká Británie | 12.                 | 148.                | 25.                  | 59.                  | 128.               | 243.               | —                     | 3.                    | —                 | 20.               | Leon Smith         |               |
| Žebříček ATP ve dvouhře a čtyřhře k 22. listopadu 2021 / – nejvýše postavená jednička až pětka ve startovním poli |                     |                     |                      |                      |                    |                    |                       |                       |                   |                   |                    |               |

## Formát
Finále probíhalo ve formátu šesti tříčlenných skupin. Jejich vítězové a dva nejlepší týmy z druhých míst (dle nejvyššího poměru utkání, případně setů a her) postupoupili do čtvrtfinále. Od osmičlenné fáze se soutěž konala vyřazovacím systémem. Finalisté se automaticky kvalifikovali do finále 2022. Družstva z 3.–18. místa postoupila do kvalifikačního kola 2022. Dva z těchto týmů přitom získaly příslib divoké karty do finále 2022.
| Den                         | fáze             | týmů | informace                                   |
| --------------------------- | ---------------- | ---- | ------------------------------------------- |
| 25.–28. listopadu           | základní skupiny | 18   | 6 skupin po 3 týmech                        |
| 29. listopadu – 2. prosince | čtvrtfinále      | 8    | 6 vítězů skupin + 2 nejlepší z druhých míst |
| 3.–4. prosince              | semifinále       | 4    |                                             |
| 5. prosince                 | finále           | 2    | kvalifikované týmy do finále 2022           |

## Skupinová fáze
|  | postup do vyřazovací fáze |

| Skupina | 1. místo       | 1. místo | 1. místo | 1. místo | 2. místo  | 2. místo | 2. místo | 2. místo | 3. místo      | 3. místo | 3. místo | 3. místo |
| Skupina | tým            | MZ       | U        | S        | tým       | MZ       | U        | S        | tým           | MZ       | U        | S        |
| ------- | -------------- | -------- | -------- | -------- | --------- | -------- | -------- | -------- | ------------- | -------- | -------- | -------- |
| A       | RTF            | 2–0      | 5–1      | 11–5     | Španělsko | 1–1      | 4–2      | 9–7      | Ekvádor       | 0–2      | 0–6      | 4–12     |
| B       | Kazachstán     | 2–0      | 5–1      | 10–5     | Švédsko   | 1–1      | 4–2      | 9–4      | Kanada        | 0–2      | 0–6      | 2–12     |
| C       | Velká Británie | 2–0      | 4–2      | 8–5      | Francie   | 1–1      | 3–3      | 6–8      | Česko         | 0–2      | 2–4      | 7–8      |
| D       | Chorvatsko     | 2–0      | 5–1      | 11–3     | Austrálie | 1–1      | 2–4      | 6–10     | Maďarsko      | 0–2      | 2–4      | 6–10     |
| E       | Itálie         | 2–0      | 4–2      | 9–5      | Kolumbie  | 1–1      | 3–3      | 8–8      | Spojené státy | 0–2      | 2–4      | 5–9      |
| F       | Německo        | 2–0      | 4–2      | 8–5      | Srbsko    | 1–1      | 4–2      | 9–6      | Rakousko      | 0–2      | 1–5      | 4–10     |

### Skupina A
| Poř. | Tým       | mez. zápasy | utkání | sety | % setů | hry   | % her |
| ---- | --------- | ----------- | ------ | ---- | ------ | ----- | ----- |
| 1.   | RTF       | 2–0         | 5–1    | 11–5 | 69 %   | 86–60 | 59 %  |
| 2.   | Španělsko | 1–1         | 4–2    | 9–7  | 56 %   | 83–81 | 51 %  |
| 3.   | Ekvádor   | 0–2         | 0–6    | 4–12 | 25 %   | 65–93 | 41 %  |

#### Španělsko vs. Ekvádor
| | Španělsko | 3 :                                                                     | 0   | Ekvádor |      |  |
| --- | --------- | ----------------------------------------------------------------------- | --- | ------- | ---- |  |
| Madrid Arena, Madrid 26. listopadu 2021 |           |                                                                         |     |         |      |  |
| \| \| \| \| 1. \| 2. \| 3. \| \| \| -- \| \| ----------------------------------------------------------------------- \| --- \| ---- \| ---- \| \| \| 1. \| \| Feliciano López Roberto Quiroz \| 6 3 \| 6 3 \| \| \| \| 2. \| \| Pablo Carreño Busta Emilio Gómez \| 5 7 \| 6 3 \| 7 65 \| \| \| 3. \| \| Pablo Carreño Busta / Marcel Granollers Gonzalo Escobar / Diego Hidalgo \| 6 4 \| 65 7 \| 7 62 \| \| \| \| \| \| \| \| \| \| \| \| \| \| \| \| \| \| \| \| \| \| \| \| \| \| \| \| \| \| \| \| \| \| \| \| \| \| \| \| \| \| |           |                                                                         |     |         |      |  |
| |           |                                                                         | 1.  | 2.      | 3.   |  |
| 1. |           | Feliciano López Roberto Quiroz                                          | 6 3 | 6 3     |      |  |
| 2. |           | Pablo Carreño Busta Emilio Gómez                                        | 5 7 | 6 3     | 7 65 |  |
| 3. |           | Pablo Carreño Busta / Marcel Granollers Gonzalo Escobar / Diego Hidalgo | 6 4 | 65 7    | 7 62 |  |
| |           |                                                                         |     |         |      |  |
| |           |                                                                         |     |         |      |  |
| |           |                                                                         |     |         |      |  |
| |           |                                                                         |     |         |      |  |
| |           |                                                                         |     |         |      |  |

#### Ruská tenisová federace vs. Ekvádor
| | Ruská tenisová federace | 3 :                                                            | 0   | Ekvádor |     |  |
| --- | ----------------------- | -------------------------------------------------------------- | --- | ------- | --- |  |
| Madrid Arena, Madrid 27. listopadu 2021 |                         |                                                                |     |         |     |  |
| \| \| \| \| 1. \| 2. \| 3. \| \| \| -- \| \| -------------------------------------------------------------- \| --- \| --- \| --- \| \| \| 1. \| \| Andrej Rubljov Roberto Quiroz \| 6 3 \| 4 6 \| 6 1 \| \| \| 2. \| \| Daniil Medveděv Emilio Gómez \| 6 0 \| 6 2 \| \| \| \| 3. \| \| Aslan Karacev / Andrej Rubljov Gonzalo Escobar / Diego Hidalgo \| 6 4 \| 4 6 \| 6 4 \| \| \| \| \| \| \| \| \| \| \| \| \| \| \| \| \| \| \| \| \| \| \| \| \| \| \| \| \| \| \| \| \| \| \| \| \| \| \| \| \| \| |                         |                                                                |     |         |     |  |
| |                         |                                                                | 1.  | 2.      | 3.  |  |
| 1. |                         | Andrej Rubljov Roberto Quiroz                                  | 6 3 | 4 6     | 6 1 |  |
| 2. |                         | Daniil Medveděv Emilio Gómez                                   | 6 0 | 6 2     |     |  |
| 3. |                         | Aslan Karacev / Andrej Rubljov Gonzalo Escobar / Diego Hidalgo | 6 4 | 4 6     | 6 4 |  |
| |                         |                                                                |     |         |     |  |
| |                         |                                                                |     |         |     |  |
| |                         |                                                                |     |         |     |  |
| |                         |                                                                |     |         |     |  |
| |                         |                                                                |     |         |     |  |

#### Španělsko vs. Ruská tenisová federace
| | Španělsko | 1 :                                                                | 2   | Ruská tenisová federace |     |  |
| --- | --------- | ------------------------------------------------------------------ | --- | ----------------------- | --- |  |
| Madrid Arena, Madrid 28. listopadu 2021 |           |                                                                    |     |                         |     |  |
| \| \| \| \| 1. \| 2. \| 3. \| \| \| -- \| \| ------------------------------------------------------------------ \| --- \| ---- \| --- \| \| \| 1. \| \| Feliciano López Andrej Rubljov \| 2 6 \| 6 3 \| 6 4 \| \| \| 2. \| \| Pablo Carreño Busta Daniil Medveděv \| 2 6 \| 63 7 \| \| \| \| 3. \| \| Marcel Granollers / Feliciano López Aslan Karacev / Andrej Rubljov \| 6 4 \| 2 6 \| 4 6 \| \| \| \| \| \| \| \| \| \| \| \| \| \| \| \| \| \| \| \| \| \| \| \| \| \| \| \| \| \| \| \| \| \| \| \| \| \| \| \| \| \| |           |                                                                    |     |                         |     |  |
| |           |                                                                    | 1.  | 2.                      | 3.  |  |
| 1. |           | Feliciano López Andrej Rubljov                                     | 2 6 | 6 3                     | 6 4 |  |
| 2. |           | Pablo Carreño Busta Daniil Medveděv                                | 2 6 | 63 7                    |     |  |
| 3. |           | Marcel Granollers / Feliciano López Aslan Karacev / Andrej Rubljov | 6 4 | 2 6                     | 4 6 |  |
| |           |                                                                    |     |                         |     |  |
| |           |                                                                    |     |                         |     |  |
| |           |                                                                    |     |                         |     |  |
| |           |                                                                    |     |                         |     |  |
| |           |                                                                    |     |                         |     |  |

### Skupina B
| Poř. | Tým        | mez. zápasy | utkání | sety | % setů | hry   | % her |
| ---- | ---------- | ----------- | ------ | ---- | ------ | ----- | ----- |
| 1.   | Kazachstán | 2–0         | 5–1    | 10–5 | 67 %   | 86–64 | 57 %  |
| 2.   | Švédsko    | 1–1         | 4–2    | 9–4  | 69 %   | 66–60 | 52 %  |
| 3.   | Kanada     | 0–2         | 0–6    | 2–12 | 14%    | 59–87 | 40%   |

#### Kanada vs. Švédsko
| | Kanada | 0 :                                                                | 3    | Švédsko |    |  |
| --- | ------ | ------------------------------------------------------------------ | ---- | ------- | -- |  |
| Madrid Arena, Madrid 25. listopadu 2021 |        |                                                                    |      |         |    |  |
| \| \| \| \| 1. \| 2. \| 3. \| \| \| -- \| \| ------------------------------------------------------------------ \| ---- \| --- \| -- \| \| \| 1. \| \| Steven Diez Elias Ymer \| 4 6 \| 2 6 \| \| \| \| 2. \| \| Vasek Pospisil Mikael Ymer \| 4 6 \| 4 6 \| \| \| \| 3. \| \| Vasek Pospisil / Brayden Schnur André Göransson / Robert Lindstedt \| 65 7 \| 4 6 \| \| \| \| \| \| \| \| \| \| \| \| \| \| \| \| \| \| \| \| \| \| \| \| \| \| \| \| \| \| \| \| \| \| \| \| \| \| \| \| \| \| \| |        |                                                                    |      |         |    |  |
| |        |                                                                    | 1.   | 2.      | 3. |  |
| 1. |        | Steven Diez Elias Ymer                                             | 4 6  | 2 6     |    |  |
| 2. |        | Vasek Pospisil Mikael Ymer                                         | 4 6  | 4 6     |    |  |
| 3. |        | Vasek Pospisil / Brayden Schnur André Göransson / Robert Lindstedt | 65 7 | 4 6     |    |  |
| |        |                                                                    |      |         |    |  |
| |        |                                                                    |      |         |    |  |
| |        |                                                                    |      |         |    |  |
| |        |                                                                    |      |         |    |  |
| |        |                                                                    |      |         |    |  |

#### Kazachstán vs. Švédsko
| | Kazachstán | 2 :                                                                      | 1   | Švédsko |     |  |
| --- | ---------- | ------------------------------------------------------------------------ | --- | ------- | --- |  |
| Madrid Arena, Madrid 27. listopadu 2021 |            |                                                                          |     |         |     |  |
| \| \| \| \| 1. \| 2. \| 3. \| \| \| -- \| \| ------------------------------------------------------------------------ \| --- \| ---- \| --- \| \| \| 1. \| \| Michail Kukuškin Elias Ymer \| 3 6 \| 64 7 \| \| \| \| 2. \| \| Alexandr Bublik Mikael Ymer \| 3 6 \| 6 4 \| 6 0 \| \| \| 3. \| \| Andrej Golubjev / Oleksandr Nedověsov André Göransson / Robert Lindstedt \| 6 3 \| 6 3 \| \| \| \| \| \| \| \| \| \| \| \| \| \| \| \| \| \| \| \| \| \| \| \| \| \| \| \| \| \| \| \| \| \| \| \| \| \| \| \| \| \| \| |            |                                                                          |     |         |     |  |
| |            |                                                                          | 1.  | 2.      | 3.  |  |
| 1. |            | Michail Kukuškin Elias Ymer                                              | 3 6 | 64 7    |     |  |
| 2. |            | Alexandr Bublik Mikael Ymer                                              | 3 6 | 6 4     | 6 0 |  |
| 3. |            | Andrej Golubjev / Oleksandr Nedověsov André Göransson / Robert Lindstedt | 6 3 | 6 3     |     |  |
| |            |                                                                          |     |         |     |  |
| |            |                                                                          |     |         |     |  |
| |            |                                                                          |     |         |     |  |
| |            |                                                                          |     |         |     |  |
| |            |                                                                          |     |         |     |  |

#### Kanada vs. Kazachstán
| | Kanada | 0 :                                                                   | 3   | Kazachstán |     |  |
| --- | ------ | --------------------------------------------------------------------- | --- | ---------- | --- |  |
| Madrid Arena, Madrid 28. listopadu 2021 |        |                                                                       |     |            |     |  |
| \| \| \| \| 1. \| 2. \| 3. \| \| \| -- \| \| --------------------------------------------------------------------- \| --- \| ----- \| --- \| \| \| 1. \| \| Brayden Schnur Michail Kukuškin \| 3 6 \| 7 65 \| 5 7 \| \| \| 2. \| \| Vasek Pospisil Alexandr Bublik \| 2 6 \| 6 78 \| \| \| \| 3. \| \| Peter Polansky / Brayden Schnur Andrej Golubjev / Oleksandr Nedověsov \| 4 6 \| 78 66 \| 1 6 \| \| \| \| \| \| \| \| \| \| \| \| \| \| \| \| \| \| \| \| \| \| \| \| \| \| \| \| \| \| \| \| \| \| \| \| \| \| \| \| \| \| |        |                                                                       |     |            |     |  |
| |        |                                                                       | 1.  | 2.         | 3.  |  |
| 1. |        | Brayden Schnur Michail Kukuškin                                       | 3 6 | 7 65       | 5 7 |  |
| 2. |        | Vasek Pospisil Alexandr Bublik                                        | 2 6 | 6 78       |     |  |
| 3. |        | Peter Polansky / Brayden Schnur Andrej Golubjev / Oleksandr Nedověsov | 4 6 | 78 66      | 1 6 |  |
| |        |                                                                       |     |            |     |  |
| |        |                                                                       |     |            |     |  |
| |        |                                                                       |     |            |     |  |
| |        |                                                                       |     |            |     |  |
| |        |                                                                       |     |            |     |  |

### Skupina C
| Poř. | Tým            | mez. zápasy | utkání | sety | % setů | hry   | % her |
| ---- | -------------- | ----------- | ------ | ---- | ------ | ----- | ----- |
| 1.   | Velká Británie | 2–0         | 4–2    | 8–5  | 62 %   | 64–56 | 53 %  |
| 2.   | Francie        | 1–1         | 3–3    | 6–8  | 43 %   | 70–70 | 50 %  |
| 3.   | Česko          | 0–2         | 2–4    | 7–8  | 47 %   | 66–74 | 47 %  |

#### Francie vs. Česko
| | Francie | 2 :                                                               | 1    | Česko |     |  |
| --- | ------- | ----------------------------------------------------------------- | ---- | ----- | --- |  |
| Olympiahalle, Innsbruck 25. listopadu 2021 |         |                                                                   |      |       |     |  |
| \| \| \| \| 1. \| 2. \| 3. \| \| \| -- \| \| ----------------------------------------------------------------- \| ---- \| --- \| --- \| \| \| 1. \| \| Richard Gasquet Tomáš Macháč \| 63 7 \| 2 6 \| \| \| \| 2. \| \| Adrian Mannarino Jiří Veselý \| 61 7 \| 6 4 \| 6 2 \| \| \| 3. \| \| Pierre-Hugues Herbert / Nicolas Mahut Tomáš Macháč / Jiří Lehečka \| 3 6 \| 6 4 \| 6 3 \| \| \| \| \| \| \| \| \| \| \| \| \| \| \| \| \| \| \| \| \| \| \| \| \| \| \| \| \| \| \| \| \| \| \| \| \| \| \| \| \| \| |         |                                                                   |      |       |     |  |
| |         |                                                                   | 1.   | 2.    | 3.  |  |
| 1. |         | Richard Gasquet Tomáš Macháč                                      | 63 7 | 2 6   |     |  |
| 2. |         | Adrian Mannarino Jiří Veselý                                      | 61 7 | 6 4   | 6 2 |  |
| 3. |         | Pierre-Hugues Herbert / Nicolas Mahut Tomáš Macháč / Jiří Lehečka | 3 6  | 6 4   | 6 3 |  |
| |         |                                                                   |      |       |     |  |
| |         |                                                                   |      |       |     |  |
| |         |                                                                   |      |       |     |  |
| |         |                                                                   |      |       |     |  |
| |         |                                                                   |      |       |     |  |

#### Francie vs. Velká Británie
| | Francie | 1 :                                                             | 2   | Velká Británie |    |  |
| --- | ------- | --------------------------------------------------------------- | --- | -------------- | -- |  |
| Olympiahalle, Innsbruck 27. listopadu 2021 |         |                                                                 |     |                |    |  |
| \| \| \| \| 1. \| 2. \| 3. \| \| \| -- \| \| --------------------------------------------------------------- \| --- \| ------ \| -- \| \| \| 1. \| \| Adrian Mannarino Daniel Evans \| 5 7 \| 4 6 \| \| \| \| 2. \| \| Arthur Rinderknech Cameron Norrie \| 2 6 \| 68 710 \| \| \| \| 3. \| \| Nicolas Mahut / Arthur Rinderknech Joe Salisbury / Neal Skupski \| 6 1 \| 6 4 \| \| \| \| \| \| \| \| \| \| \| \| \| \| \| \| \| \| \| \| \| \| \| \| \| \| \| \| \| \| \| \| \| \| \| \| \| \| \| \| \| \| \| |         |                                                                 |     |                |    |  |
| |         |                                                                 | 1.  | 2.             | 3. |  |
| 1. |         | Adrian Mannarino Daniel Evans                                   | 5 7 | 4 6            |    |  |
| 2. |         | Arthur Rinderknech Cameron Norrie                               | 2 6 | 68 710         |    |  |
| 3. |         | Nicolas Mahut / Arthur Rinderknech Joe Salisbury / Neal Skupski | 6 1 | 6 4            |    |  |
| |         |                                                                 |     |                |    |  |
| |         |                                                                 |     |                |    |  |
| |         |                                                                 |     |                |    |  |
| |         |                                                                 |     |                |    |  |
| |         |                                                                 |     |                |    |  |

#### Velká Británie vs. Česko
| | Velká Británie | 2 :                                                     | 1   | Česko |     |  |
| --- | -------------- | ------------------------------------------------------- | --- | ----- | --- |  |
| Olympiahalle, Innsbruck 28. listopadu 2021 |                |                                                         |     |       |     |  |
| \| \| \| \| 1. \| 2. \| 3. \| \| \| -- \| \| ------------------------------------------------------- \| --- \| --- \| --- \| \| \| 1. \| \| Daniel Evans Tomáš Macháč \| 2 6 \| 5 7 \| \| \| \| 2. \| \| Cameron Norrie Jiří Lehečka \| 6 1 \| 2 6 \| 6 1 \| \| \| 3. \| \| Joe Salisbury / Neal Skupski Zdeněk Kolář / Jiří Veselý \| 6 4 \| 6 2 \| \| \| \| \| \| \| \| \| \| \| \| \| \| \| \| \| \| \| \| \| \| \| \| \| \| \| \| \| \| \| \| \| \| \| \| \| \| \| \| \| \| \| |                |                                                         |     |       |     |  |
| |                |                                                         | 1.  | 2.    | 3.  |  |
| 1. |                | Daniel Evans Tomáš Macháč                               | 2 6 | 5 7   |     |  |
| 2. |                | Cameron Norrie Jiří Lehečka                             | 6 1 | 2 6   | 6 1 |  |
| 3. |                | Joe Salisbury / Neal Skupski Zdeněk Kolář / Jiří Veselý | 6 4 | 6 2   |     |  |
| |                |                                                         |     |       |     |  |
| |                |                                                         |     |       |     |  |
| |                |                                                         |     |       |     |  |
| |                |                                                         |     |       |     |  |
| |                |                                                         |     |       |     |  |

### Skupina D
| Poř. | Tým        | mez. zápasy | utkání | sety | % setů | hry   | % her |
| ---- | ---------- | ----------- | ------ | ---- | ------ | ----- | ----- |
| 1.   | Chorvatsko | 2–0         | 5–1    | 11–3 | 79 %   | 83–60 | 58 %  |
| 2.   | Austrálie  | 1–1         | 2–4    | 6–10 | 38 %   | 74–89 | 45 %  |
| 3.   | Maďarsko   | 0–2         | 2–4    | 6–10 | 38 %   | 79–87 | 48 %  |

#### Chorvatsko vs. Austrálie
| | Chorvatsko | 3 :                                                    | 0    | Austrálie |     |  |
| --- | ---------- | ------------------------------------------------------ | ---- | --------- | --- |  |
| Pala Alpitour, Turín 25. listopadu 2021 |            |                                                        |      |           |     |  |
| \| \| \| \| 1. \| 2. \| 3. \| \| \| -- \| \| ------------------------------------------------------ \| ---- \| --- \| --- \| \| \| 1. \| \| Borna Gojo Alexei Popyrin \| 7 65 \| 7 5 \| \| \| \| 2. \| \| Marin Čilić Alex de Minaur \| 6 1 \| 5 7 \| 6 4 \| \| \| 3. \| \| Nikola Mektić / Mate Pavić Alex de Minaur / John Peers \| 6 3 \| 6 1 \| \| \| \| \| \| \| \| \| \| \| \| \| \| \| \| \| \| \| \| \| \| \| \| \| \| \| \| \| \| \| \| \| \| \| \| \| \| \| \| \| \| \| |            |                                                        |      |           |     |  |
| |            |                                                        | 1.   | 2.        | 3.  |  |
| 1. |            | Borna Gojo Alexei Popyrin                              | 7 65 | 7 5       |     |  |
| 2. |            | Marin Čilić Alex de Minaur                             | 6 1  | 5 7       | 6 4 |  |
| 3. |            | Nikola Mektić / Mate Pavić Alex de Minaur / John Peers | 6 3  | 6 1       |     |  |
| |            |                                                        |      |           |     |  |
| |            |                                                        |      |           |     |  |
| |            |                                                        |      |           |     |  |
| |            |                                                        |      |           |     |  |
| |            |                                                        |      |           |     |  |

#### Austrálie vs. Maďarsko
| | Austrálie | 2 :                                                    | 1   | Maďarsko |      |  |
| --- | --------- | ------------------------------------------------------ | --- | -------- | ---- |  |
| Pala Alpitour, Turín 27. listopadu 2021 |           |                                                        |     |          |      |  |
| \| \| \| \| 1. \| 2. \| 3. \| \| \| -- \| \| ------------------------------------------------------ \| --- \| ------- \| ---- \| \| \| 1. \| \| John Millman Zsombor Piros \| 6 4 \| 4 6 \| 3 6 \| \| \| 2. \| \| Alex de Minaur Márton Fucsovics \| 7 5 \| 2 6 \| 7 62 \| \| \| 3. \| \| Alex Bolt / John Peers Fábián Marozsán / Zsombor Piros \| 6 3 \| 611 713 \| 6 3 \| \| \| \| \| \| \| \| \| \| \| \| \| \| \| \| \| \| \| \| \| \| \| \| \| \| \| \| \| \| \| \| \| \| \| \| \| \| \| \| \| \| |           |                                                        |     |          |      |  |
| |           |                                                        | 1.  | 2.       | 3.   |  |
| 1. |           | John Millman Zsombor Piros                             | 6 4 | 4 6      | 3 6  |  |
| 2. |           | Alex de Minaur Márton Fucsovics                        | 7 5 | 2 6      | 7 62 |  |
| 3. |           | Alex Bolt / John Peers Fábián Marozsán / Zsombor Piros | 6 3 | 611 713  | 6 3  |  |
| |           |                                                        |     |          |      |  |
| |           |                                                        |     |          |      |  |
| |           |                                                        |     |          |      |  |
| |           |                                                        |     |          |      |  |
| |           |                                                        |     |          |      |  |

#### Chorvatsko vs. Maďarsko
| | Chorvatsko | 2 :                                                     | 1     | Maďarsko |     |  |
| --- | ---------- | ------------------------------------------------------- | ----- | -------- | --- |  |
| Pala Alpitour, Turín 28. listopadu 2021 |            |                                                         |       |          |     |  |
| \| \| \| \| 1. \| 2. \| 3. \| \| \| -- \| \| ------------------------------------------------------- \| ----- \| --- \| --- \| \| \| 1. \| \| Nino Serdarušić Fábián Marozsán \| 6 4 \| 6 4 \| \| \| \| 2. \| \| Marin Čilić Zsombor Piros \| 6 4 \| 5 7 \| 4 6 \| \| \| 3. \| \| Nikola Mektić / Mate Pavić Fábián Marozsán / Péter Nagy \| 78 66 \| 6 2 \| \| \| \| \| \| \| \| \| \| \| \| \| \| \| \| \| \| \| \| \| \| \| \| \| \| \| \| \| \| \| \| \| \| \| \| \| \| \| \| \| \| \| |            |                                                         |       |          |     |  |
| |            |                                                         | 1.    | 2.       | 3.  |  |
| 1. |            | Nino Serdarušić Fábián Marozsán                         | 6 4   | 6 4      |     |  |
| 2. |            | Marin Čilić Zsombor Piros                               | 6 4   | 5 7      | 4 6 |  |
| 3. |            | Nikola Mektić / Mate Pavić Fábián Marozsán / Péter Nagy | 78 66 | 6 2      |     |  |
| |            |                                                         |       |          |     |  |
| |            |                                                         |       |          |     |  |
| |            |                                                         |       |          |     |  |
| |            |                                                         |       |          |     |  |
| |            |                                                         |       |          |     |  |

### Skupina E
| Poř. | Tým           | mez. zápasy | utkání | sety | % setů | hry   | % her |
| ---- | ------------- | ----------- | ------ | ---- | ------ | ----- | ----- |
| 1.   | Itálie        | 2–0         | 4–2    | 9–5  | 64 %   | 79–60 | 57 %  |
| 2.   | Kolumbie      | 1–1         | 3–3    | 8–8  | 50 %   | 79–78 | 50 %  |
| 3.   | Spojené státy | 0–2         | 2–4    | 5–9  | 36 %   | 56–76 | 42 %  |

#### Spojené státy americké vs. Itálie
| | Spojené státy americké | 1 :                                                    | 2    | Itálie |    |  |
| --- | ---------------------- | ------------------------------------------------------ | ---- | ------ | -- |  |
| Pala Alpitour, Turín 26. listopadu 2021 |                        |                                                        |      |        |    |  |
| \| \| \| \| 1. \| 2. \| 3. \| \| \| -- \| \| ------------------------------------------------------ \| ---- \| ---- \| -- \| \| \| 1. \| \| Reilly Opelka Lorenzo Sonego \| 3 6 \| 64 7 \| \| \| \| 2. \| \| John Isner Jannik Sinner \| 2 6 \| 0 6 \| \| \| \| 3. \| \| Rajeev Ram / Jack Sock Fabio Fognini / Lorenzo Musetti \| 7 65 \| 6 2 \| \| \| \| \| \| \| \| \| \| \| \| \| \| \| \| \| \| \| \| \| \| \| \| \| \| \| \| \| \| \| \| \| \| \| \| \| \| \| \| \| \| \| |                        |                                                        |      |        |    |  |
| |                        |                                                        | 1.   | 2.     | 3. |  |
| 1. |                        | Reilly Opelka Lorenzo Sonego                           | 3 6  | 64 7   |    |  |
| 2. |                        | John Isner Jannik Sinner                               | 2 6  | 0 6    |    |  |
| 3. |                        | Rajeev Ram / Jack Sock Fabio Fognini / Lorenzo Musetti | 7 65 | 6 2    |    |  |
| |                        |                                                        |      |        |    |  |
| |                        |                                                        |      |        |    |  |
| |                        |                                                        |      |        |    |  |
| |                        |                                                        |      |        |    |  |
| |                        |                                                        |      |        |    |  |

#### Itálie vs. Kolumbie
| | Itálie | 2 :                                                               | 1    | Kolumbie |      |  |
| --- | ------ | ----------------------------------------------------------------- | ---- | -------- | ---- |  |
| Pala Alpitour, Turín 27. listopadu 2021 |        |                                                                   |      |          |      |  |
| \| \| \| \| 1. \| 2. \| 3. \| \| \| -- \| \| ----------------------------------------------------------------- \| ---- \| --- \| ---- \| \| \| 1. \| \| Lorenzo Sonego Nicolás Mejía \| 65 7 \| 6 4 \| 6 2 \| \| \| 2. \| \| Jannik Sinner Daniel Elahi Galán \| 7 5 \| 6 0 \| \| \| \| 3. \| \| Fabio Fognini / Jannik Sinner Juan Sebastián Cabal / Robert Farah \| 2 6 \| 7 5 \| 6 78 \| \| \| \| \| \| \| \| \| \| \| \| \| \| \| \| \| \| \| \| \| \| \| \| \| \| \| \| \| \| \| \| \| \| \| \| \| \| \| \| \| \| |        |                                                                   |      |          |      |  |
| |        |                                                                   | 1.   | 2.       | 3.   |  |
| 1. |        | Lorenzo Sonego Nicolás Mejía                                      | 65 7 | 6 4      | 6 2  |  |
| 2. |        | Jannik Sinner Daniel Elahi Galán                                  | 7 5  | 6 0      |      |  |
| 3. |        | Fabio Fognini / Jannik Sinner Juan Sebastián Cabal / Robert Farah | 2 6  | 7 5      | 6 78 |  |
| |        |                                                                   |      |          |      |  |
| |        |                                                                   |      |          |      |  |
| |        |                                                                   |      |          |      |  |
| |        |                                                                   |      |          |      |  |
| |        |                                                                   |      |          |      |  |

#### Spojené státy americké vs. Kolumbie
| | Spojené státy americké | 1 :                                                           | 2   | Kolumbie |       |       |
| --- | ---------------------- | ------------------------------------------------------------- | --- | -------- | ----- | ----- |
| Pala Alpitour, Turín 28. listopadu 2021 |                        |                                                               |     |          |       |       |
| \| \| \| \| 1. \| 2. \| 3. \| \| \| -- \| \| ------------------------------------------------------------- \| --- \| --- \| ----- \| ----- \| \| 1. \| \| Frances Tiafoe Nicolás Mejía \| 4 6 \| 6 3 \| 79 67 \| \| \| 2. \| \| John Isner Daniel Elahi Galán \| 3 6 \| 6 3 \| 65 7 \| \| \| 3. \| \| Reilly Opelka / Jack Sock Juan Sebastián Cabal / Robert Farah \| 0 2 \| \| \| skreč \| \| \| \| \| \| \| \| \| \| \| \| \| \| \| \| \| \| \| \| \| \| \| \| \| \| \| \| \| \| \| \| \| \| \| \| \| \| \| \| \| |                        |                                                               |     |          |       |       |
| |                        |                                                               | 1.  | 2.       | 3.    |       |
| 1. |                        | Frances Tiafoe Nicolás Mejía                                  | 4 6 | 6 3      | 79 67 |       |
| 2. |                        | John Isner Daniel Elahi Galán                                 | 3 6 | 6 3      | 65 7  |       |
| 3. |                        | Reilly Opelka / Jack Sock Juan Sebastián Cabal / Robert Farah | 0 2 |          |       | skreč |
| |                        |                                                               |     |          |       |       |
| |                        |                                                               |     |          |       |       |
| |                        |                                                               |     |          |       |       |
| |                        |                                                               |     |          |       |       |
| |                        |                                                               |     |          |       |       |

### Skupina F
| Poř. | Tým      | mez. zápasy | utkání | sety | % setů | hry   | % her |
| ---- | -------- | ----------- | ------ | ---- | ------ | ----- | ----- |
| 1.   | Německo  | 2–0         | 4–2    | 8–5  | 62 %   | 67–69 | 49 %  |
| 2.   | Srbsko   | 1–1         | 4–2    | 9–6  | 60 %   | 86–73 | 54 %  |
| 3.   | Rakousko | 0–2         | 1–5    | 4–10 | 29 %   | 66–77 | 46 %  |

#### Srbsko vs. Rakousko
| | Srbsko | 3 :                                                            | 0    | Rakousko |     |  |
| --- | ------ | -------------------------------------------------------------- | ---- | -------- | --- |  |
| Olympiahalle, Innsbruck 26. listopadu 2021 |        |                                                                |      |          |     |  |
| \| \| \| \| 1. \| 2. \| 3. \| \| \| -- \| \| -------------------------------------------------------------- \| ---- \| --- \| --- \| \| \| 1. \| \| Dušan Lajović Gerald Melzer \| 7 65 \| 3 6 \| 7 5 \| \| \| 2. \| \| Novak Djoković Dennis Novak \| 6 3 \| 6 2 \| \| \| \| 3. \| \| Nikola Ćaćić / Filip Krajinović Oliver Marach / Philipp Oswald \| 7 64 \| 4 6 \| 6 3 \| \| \| \| \| \| \| \| \| \| \| \| \| \| \| \| \| \| \| \| \| \| \| \| \| \| \| \| \| \| \| \| \| \| \| \| \| \| \| \| \| \| |        |                                                                |      |          |     |  |
| |        |                                                                | 1.   | 2.       | 3.  |  |
| 1. |        | Dušan Lajović Gerald Melzer                                    | 7 65 | 3 6      | 7 5 |  |
| 2. |        | Novak Djoković Dennis Novak                                    | 6 3  | 6 2      |     |  |
| 3. |        | Nikola Ćaćić / Filip Krajinović Oliver Marach / Philipp Oswald | 7 64 | 4 6      | 6 3 |  |
| |        |                                                                |      |          |     |  |
| |        |                                                                |      |          |     |  |
| |        |                                                                |      |          |     |  |
| |        |                                                                |      |          |     |  |
| |        |                                                                |      |          |     |  |

#### Srbsko vs. Německo
| | Srbsko | 1 :                                                     | 2    | Německo |      |  |
| --- | ------ | ------------------------------------------------------- | ---- | ------- | ---- |  |
| Olympiahalle, Innsbruck 27. listopadu 2021 |        |                                                         |      |         |      |  |
| \| \| \| \| 1. \| 2. \| 3. \| \| \| -- \| \| ------------------------------------------------------- \| ---- \| --- \| ---- \| \| \| 1. \| \| Filip Krajinović Dominik Koepfer \| 64 7 \| 4 6 \| \| \| \| 2. \| \| Novak Djoković Jan-Lennard Struff \| 6 2 \| 6 4 \| \| \| \| 3. \| \| Nikola Ćaćić / Novak Djoković Kevin Krawietz / Tim Pütz \| 65 7 \| 6 3 \| 65 7 \| \| \| \| \| \| \| \| \| \| \| \| \| \| \| \| \| \| \| \| \| \| \| \| \| \| \| \| \| \| \| \| \| \| \| \| \| \| \| \| \| \| |        |                                                         |      |         |      |  |
| |        |                                                         | 1.   | 2.      | 3.   |  |
| 1. |        | Filip Krajinović Dominik Koepfer                        | 64 7 | 4 6     |      |  |
| 2. |        | Novak Djoković Jan-Lennard Struff                       | 6 2  | 6 4     |      |  |
| 3. |        | Nikola Ćaćić / Novak Djoković Kevin Krawietz / Tim Pütz | 65 7 | 6 3     | 65 7 |  |
| |        |                                                         |      |         |      |  |
| |        |                                                         |      |         |      |  |
| |        |                                                         |      |         |      |  |
| |        |                                                         |      |         |      |  |
| |        |                                                         |      |         |      |  |

#### Německo vs. Rakousko
| | Německo | 2 :                                                      | 1   | Rakousko |    |  |
| --- | ------- | -------------------------------------------------------- | --- | -------- | -- |  |
| Olympiahalle, Innsbruck 28. listopadu 2021 |         |                                                          |     |          |    |  |
| \| \| \| \| 1. \| 2. \| 3. \| \| \| -- \| \| -------------------------------------------------------- \| --- \| --- \| -- \| \| \| 1. \| \| Dominik Koepfer Jurij Rodionov \| 1 6 \| 5 7 \| \| \| \| 2. \| \| Jan-Lennard Struff Dennis Novak \| 7 5 \| 6 4 \| \| \| \| 3. \| \| Kevin Krawietz / Tim Pütz Oliver Marach / Philipp Oswald \| 6 3 \| 6 4 \| \| \| \| \| \| \| \| \| \| \| \| \| \| \| \| \| \| \| \| \| \| \| \| \| \| \| \| \| \| \| \| \| \| \| \| \| \| \| \| \| \| \| |         |                                                          |     |          |    |  |
| |         |                                                          | 1.  | 2.       | 3. |  |
| 1. |         | Dominik Koepfer Jurij Rodionov                           | 1 6 | 5 7      |    |  |
| 2. |         | Jan-Lennard Struff Dennis Novak                          | 7 5 | 6 4      |    |  |
| 3. |         | Kevin Krawietz / Tim Pütz Oliver Marach / Philipp Oswald | 6 3 | 6 4      |    |  |
| |         |                                                          |     |          |    |  |
| |         |                                                          |     |          |    |  |
| |         |                                                          |     |          |    |  |
| |         |                                                          |     |          |    |  |
| |         |                                                          |     |          |    |  |

## Vyřazovací fáze

### Pavouk
|  | Čtvrtfinále              | Čtvrtfinále              | Čtvrtfinále              |                          |                      | Semifinále          | Semifinále          | Semifinále          |                     |                     | Finále              | Finále              | Finále              |                     |                     |
|  |                          |                          |                          |                          |                      |                     |                     |                     |                     |                     |                     |                     |                     |                     |                     |
|  | 2. prosince, Madrid      |                          |                          |                          |                      |                     |                     |                     |                     |                     |                     |                     |                     |                     |                     |
|  | 12                       | RTF                      | 2                        |                          |                      |                     |                     |                     |                     |                     |                     |                     |                     |                     |                     |
|  | 13                       | Švédsko                  | 0                        |                          |                      | 4. prosince, Madrid | 4. prosince, Madrid | 4. prosince, Madrid | 4. prosince, Madrid | 4. prosince, Madrid |                     |                     |                     |                     |                     |
|  |                          |                          |                          |                          | 12                   | RTF                 | 2                   |                     |                     |                     |                     |                     |                     |                     |                     |
|  | 30. listopadu, Innsbruck | 30. listopadu, Innsbruck | 30. listopadu, Innsbruck | 30. listopadu, Innsbruck |                      | 7                   | Německo             | 1                   |                     |                     |                     |                     |                     |                     |                     |
|  | 9                        | Velká Británie           | 1                        |                          |                      |                     |                     |                     |                     |                     |                     |                     |                     |                     |                     |
|  | 7                        | Německo                  | 2                        |                          |                      |                     |                     |                     |                     |                     | 5. prosince, Madrid | 5. prosince, Madrid | 5. prosince, Madrid | 5. prosince, Madrid | 5. prosince, Madrid |
|  |                          |                          |                          |                          |                      |                     |                     |                     |                     |                     | 12                  | RTF                 | 2                   |                     |                     |
|  | 29. listopadu, Turín     | 29. listopadu, Turín     | 29. listopadu, Turín     | 29. listopadu, Turín     | 29. listopadu, Turín |                     |                     |                     |                     |                     | 4                   | Chorvatsko          | 0                   |                     |                     |
|  | 8                        | Itálie                   | 1                        |                          |                      |                     |                     |                     |                     |                     |                     |                     |                     |                     |                     |
|  | 4                        | Chorvatsko               | 2                        |                          |                      | 3. prosince, Madrid | 3. prosince, Madrid | 3. prosince, Madrid | 3. prosince, Madrid | 3. prosince, Madrid |                     |                     |                     |                     |                     |
|  |                          |                          |                          |                          | 4                    | Chorvatsko          | 2                   |                     |                     |                     |                     |                     |                     |                     |                     |
|  | 1. prosince, Madrid      | 1. prosince, Madrid      | 1. prosince, Madrid      | 1. prosince, Madrid      |                      | 6                   | Srbsko              | 1                   |                     |                     |                     |                     |                     |                     |                     |
|  | 6                        | Srbsko                   | 2                        |                          |                      |                     |                     |                     |                     |                     |                     |                     |                     |                     |                     |
|  | 11                       | Kazachstán               | 1                        |                          |                      |                     |                     |                     |                     |                     |                     |                     |                     |                     |                     |

### Čtvrtfinále

#### Itálie vs. Chorvatsko
| | Itálie | 1 :                                                      | 2    | Chorvatsko |     |  |
| --- | ------ | -------------------------------------------------------- | ---- | ---------- | --- |  |
| Pala Alpitour, Turín 29. listopadu 2021 |        |                                                          |      |            |     |  |
| \| \| \| \| 1. \| 2. \| 3. \| \| \| -- \| \| -------------------------------------------------------- \| ---- \| ---- \| --- \| \| \| 1. \| \| Lorenzo Sonego Borna Gojo \| 62 7 \| 6 2 \| 2 6 \| \| \| 2. \| \| Jannik Sinner Marin Čilić \| 3 6 \| 7 64 \| 6 3 \| \| \| 3. \| \| Fabio Fognini / Jannik Sinner Nikola Mektić / Mate Pavić \| 3 6 \| 4 6 \| \| \| \| \| \| \| \| \| \| \| \| \| \| \| \| \| \| \| \| \| \| \| \| \| \| \| \| \| \| \| \| \| \| \| \| \| \| \| \| \| \| \| |        |                                                          |      |            |     |  |
| |        |                                                          | 1.   | 2.         | 3.  |  |
| 1. |        | Lorenzo Sonego Borna Gojo                                | 62 7 | 6 2        | 2 6 |  |
| 2. |        | Jannik Sinner Marin Čilić                                | 3 6  | 7 64       | 6 3 |  |
| 3. |        | Fabio Fognini / Jannik Sinner Nikola Mektić / Mate Pavić | 3 6  | 4 6        |     |  |
| |        |                                                          |      |            |     |  |
| |        |                                                          |      |            |     |  |
| |        |                                                          |      |            |     |  |
| |        |                                                          |      |            |     |  |
| |        |                                                          |      |            |     |  |

#### Velká Británie vs. Německo
| | Velká Británie | 1 :                                                    | 2       | Německo |     |  |
| --- | -------------- | ------------------------------------------------------ | ------- | ------- | --- |  |
| Olympiahalle, Innsbruck 30. listopadu 2021 |                |                                                        |         |         |     |  |
| \| \| \| \| 1. \| 2. \| 3. \| \| \| -- \| \| ------------------------------------------------------ \| ------- \| ---- \| --- \| \| \| 1. \| \| Daniel Evans Peter Gojowczyk \| 6 2 \| 6 1 \| \| \| \| 2. \| \| Cameron Norrie Jan-Lennard Struff \| 6 78 \| 6 3 \| 2 6 \| \| \| 3. \| \| Joe Salisbury / Neal Skupski Kevin Krawietz / Tim Pütz \| 610 712 \| 65 7 \| \| \| \| \| \| \| \| \| \| \| \| \| \| \| \| \| \| \| \| \| \| \| \| \| \| \| \| \| \| \| \| \| \| \| \| \| \| \| \| \| \| \| |                |                                                        |         |         |     |  |
| |                |                                                        | 1.      | 2.      | 3.  |  |
| 1. |                | Daniel Evans Peter Gojowczyk                           | 6 2     | 6 1     |     |  |
| 2. |                | Cameron Norrie Jan-Lennard Struff                      | 6 78    | 6 3     | 2 6 |  |
| 3. |                | Joe Salisbury / Neal Skupski Kevin Krawietz / Tim Pütz | 610 712 | 65 7    |     |  |
| |                |                                                        |         |         |     |  |
| |                |                                                        |         |         |     |  |
| |                |                                                        |         |         |     |  |
| |                |                                                        |         |         |     |  |
| |                |                                                        |         |         |     |  |

#### Srbsko vs. Kazachstán
| | Srbsko | 2 :                                                                 | 1    | Kazachstán |         |  |
| --- | ------ | ------------------------------------------------------------------- | ---- | ---------- | ------- |  |
| Madrid Arena, Madrid 1. prosince 2021 |        |                                                                     |      |            |         |  |
| \| \| \| \| 1. \| 2. \| 3. \| \| \| -- \| \| ------------------------------------------------------------------- \| ---- \| --- \| ------- \| \| \| 1. \| \| Miomir Kecmanović Michail Kukuškin \| 65 7 \| 6 4 \| 611 713 \| \| \| 2. \| \| Novak Djoković Alexandr Bublik \| 6 3 \| 6 4 \| \| \| \| 3. \| \| Nikola Ćaćić / Novak Djoković Andrej Golubjev / Oleksandr Nedověsov \| 6 2 \| 2 6 \| 6 3 \| \| \| \| \| \| \| \| \| \| \| \| \| \| \| \| \| \| \| \| \| \| \| \| \| \| \| \| \| \| \| \| \| \| \| \| \| \| \| \| \| \| |        |                                                                     |      |            |         |  |
| |        |                                                                     | 1.   | 2.         | 3.      |  |
| 1. |        | Miomir Kecmanović Michail Kukuškin                                  | 65 7 | 6 4        | 611 713 |  |
| 2. |        | Novak Djoković Alexandr Bublik                                      | 6 3  | 6 4        |         |  |
| 3. |        | Nikola Ćaćić / Novak Djoković Andrej Golubjev / Oleksandr Nedověsov | 6 2  | 2 6        | 6 3     |  |
| |        |                                                                     |      |            |         |  |
| |        |                                                                     |      |            |         |  |
| |        |                                                                     |      |            |         |  |
| |        |                                                                     |      |            |         |  |
| |        |                                                                     |      |            |         |  |

#### Ruská tenisová federace vs. Švédsko
| | Ruská tenisová federace | 2 :                                                               | 0   | Švédsko |      |            |
| --- | ----------------------- | ----------------------------------------------------------------- | --- | ------- | ---- | ---------- |
| Madrid Arena, Madrid 2. prosince 2021 |                         |                                                                   |     |         |      |            |
| \| \| \| \| 1. \| 2. \| 3. \| \| \| -- \| \| ----------------------------------------------------------------- \| --- \| --- \| ---- \| ---------- \| \| 1. \| \| Andrej Rubljov Elias Ymer \| 6 2 \| 5 7 \| 7 63 \| \| \| 2. \| \| Daniil Medveděv Mikael Ymer \| 6 4 \| 6 4 \| \| \| \| 3. \| \| Aslan Karacev / Andrej Rubljov André Göransson / Robert Lindstedt \| \| \| \| nehrálo se \| \| \| \| \| \| \| \| \| \| \| \| \| \| \| \| \| \| \| \| \| \| \| \| \| \| \| \| \| \| \| \| \| \| \| \| \| \| \| \| \| |                         |                                                                   |     |         |      |            |
| |                         |                                                                   | 1.  | 2.      | 3.   |            |
| 1. |                         | Andrej Rubljov Elias Ymer                                         | 6 2 | 5 7     | 7 63 |            |
| 2. |                         | Daniil Medveděv Mikael Ymer                                       | 6 4 | 6 4     |      |            |
| 3. |                         | Aslan Karacev / Andrej Rubljov André Göransson / Robert Lindstedt |     |         |      | nehrálo se |
| |                         |                                                                   |     |         |      |            |
| |                         |                                                                   |     |         |      |            |
| |                         |                                                                   |     |         |      |            |
| |                         |                                                                   |     |         |      |            |
| |                         |                                                                   |     |         |      |            |

### Semifinále

#### Chorvatsko vs. Srbsko
| | Chorvatsko | 2 :                                                          | 1   | Srbsko |     |  |
| --- | --- | ------------------------------------------------------------ | --- | ------ | --- |  |
| Madrid Arena, Madrid 3. prosince 2021 | |                                                              |     |        |     |  |
| \| \| \| \| 1. \| 2. \| 3. \| \| \| ----------- \| ---------------------------------------------------------------------------------------------------------------------------------------------------------------------------------------------------------------------------------------------------------------------------------------------------------------------------------------------------- \| ------------------------------------------------------------ \| --- \| --- \| --- \| \| \| 1. \| \| Borna Gojo Dušan Lajović \| 4 6 \| 6 3 \| 6 2 \| \| \| 2. \| \| Marin Čilić Novak Djoković \| 4 6 \| 2 6 \| \| \| \| 3. \| \| Nikola Mektić / Mate Pavić Novak Djoković / Filip Krajinović \| 7 5 \| 6 1 \| \| \| \| \| \| \| \| \| \| \| \| \| \| \| \| \| \| \| \| \| \| \| \| \| \| \| \| Podrobnosti \| \| \| \| \| \| \| \| \| Ve čtyřhře se utkaly dvě úřadující světové jedničky a koneční první hráči na žebříčku dvouhry a čtyřhry v roce 2021. Naposledy předtím se tak stalo v Davis Cupu 2013. Singlová jednička Novak Djoković prohrála v páru s Filipem Krajinovićem rozhodující čtyřhru proti deblové jedničce Matemu Pavićovi a druhému v pořadí Nikolovi Mektićovi.[38] \| \| \| \| \| \| | |                                                              |     |        |     |  |
| | |                                                              | 1.  | 2.     | 3.  |  |
| 1. | | Borna Gojo Dušan Lajović                                     | 4 6 | 6 3    | 6 2 |  |
| 2. | | Marin Čilić Novak Djoković                                   | 4 6 | 2 6    |     |  |
| 3. | | Nikola Mektić / Mate Pavić Novak Djoković / Filip Krajinović | 7 5 | 6 1    |     |  |
| | |                                                              |     |        |     |  |
| | |                                                              |     |        |     |  |
| | |                                                              |     |        |     |  |
| Podrobnosti | |                                                              |     |        |     |  |
| | Ve čtyřhře se utkaly dvě úřadující světové jedničky a koneční první hráči na žebříčku dvouhry a čtyřhry v roce 2021. Naposledy předtím se tak stalo v Davis Cupu 2013. Singlová jednička Novak Djoković prohrála v páru s Filipem Krajinovićem rozhodující čtyřhru proti deblové jedničce Matemu Pavićovi a druhému v pořadí Nikolovi Mektićovi. |                                                              |     |        |     |  |

#### Ruská tenisová federace vs. Německo
| | Ruská tenisová federace | 2 :                                                      | 1   | Německo |     |  |
| --- | ----------------------- | -------------------------------------------------------- | --- | ------- | --- |  |
| Madrid Arena, Madrid 4. prosince 2021 |                         |                                                          |     |         |     |  |
| \| \| \| \| 1. \| 2. \| 3. \| \| \| -- \| \| -------------------------------------------------------- \| --- \| --- \| --- \| \| \| 1. \| \| Andrej Rubljov Dominik Koepfer \| 6 4 \| 6 0 \| \| \| \| 2. \| \| Daniil Medveděv Jan-Lennard Struff \| 6 4 \| 6 4 \| \| \| \| 3. \| \| Aslan Karacev / Karen Chačanov Kevin Krawietz / Tim Pütz \| 6 4 \| 3 6 \| 4 6 \| \| \| \| \| \| \| \| \| \| \| \| \| \| \| \| \| \| \| \| \| \| \| \| \| \| \| \| \| \| \| \| \| \| \| \| \| \| \| \| \| \| |                         |                                                          |     |         |     |  |
| |                         |                                                          | 1.  | 2.      | 3.  |  |
| 1. |                         | Andrej Rubljov Dominik Koepfer                           | 6 4 | 6 0     |     |  |
| 2. |                         | Daniil Medveděv Jan-Lennard Struff                       | 6 4 | 6 4     |     |  |
| 3. |                         | Aslan Karacev / Karen Chačanov Kevin Krawietz / Tim Pütz | 6 4 | 3 6     | 4 6 |  |
| |                         |                                                          |     |         |     |  |
| |                         |                                                          |     |         |     |  |
| |                         |                                                          |     |         |     |  |
| |                         |                                                          |     |         |     |  |
| |                         |                                                          |     |         |     |  |

### Finále

#### Ruská tenisová federace vs. Chorvatsko
| | Ruská tenisová federace | 2 :                                                       | 0     | Chorvatsko |    |            |
| --- | ----------------------- | --------------------------------------------------------- | ----- | ---------- | -- | ---------- |
| Madrid Arena, Madrid 5. prosince 2021 |                         |                                                           |       |            |    |            |
| \| \| \| \| 1. \| 2. \| 3. \| \| \| -- \| \| --------------------------------------------------------- \| ----- \| ---- \| -- \| ---------- \| \| 1. \| \| Andrej Rubljov Borna Gojo \| 6 4 \| 7 65 \| \| \| \| 2. \| \| Daniil Medveděv Marin Čilić \| 79 67 \| 6 2 \| \| \| \| 3. \| \| Aslan Karacev / Andrej Rubljov Nikola Mektić / Mate Pavić \| \| \| \| nehrálo se \| \| \| \| \| \| \| \| \| \| \| \| \| \| \| \| \| \| \| \| \| \| \| \| \| \| \| \| \| \| \| \| \| \| \| \| \| \| \| \| \| |                         |                                                           |       |            |    |            |
| |                         |                                                           | 1.    | 2.         | 3. |            |
| 1. |                         | Andrej Rubljov Borna Gojo                                 | 6 4   | 7 65       |    |            |
| 2. |                         | Daniil Medveděv Marin Čilić                               | 79 67 | 6 2        |    |            |
| 3. |                         | Aslan Karacev / Andrej Rubljov Nikola Mektić / Mate Pavić |       |            |    | nehrálo se |
| |                         |                                                           |       |            |    |            |
| |                         |                                                           |       |            |    |            |
| |                         |                                                           |       |            |    |            |
| |                         |                                                           |       |            |    |            |
| |                         |                                                           |       |            |    |            |

## Vítěz
| Vítěz Davis Cupu 2021               |
| ----------------------------------- |
| Ruská tenisová federace třetí titul |